# Anděl (cena)
Anděl je česká hudební cena, kterou uděluje Akademie populární hudby. Od roku 1997 je symbolizována soškou anděla s rozepjatými křídly hrajícího na šalmaj od akademického sochaře Jaroslava Róny.
Původně známé pod názvem Výroční československé hudební ceny (1991), tyto byly posléze přejmenovány na Gramy (1992–1995) neboli později Česká Gramy (1996). Svého času byly udělovány i jako Ceny Hudební akademie (1997), respektive Ceny Akademie populární hudby (1998–2000).
Ceny mohou získávat pouze protagonisté, kteří jsou občany České republiky nebo mají na jejím území trvalý pobyt, a jejich produkty činnosti. Výjimkou je kategorie slovenské album roku, udělovaná od ročníku 2019, která je určena nahrávkám protagonistů ze Slovenska.

## Vývoj názvu ceny
- 1991: Výroční československé hudební ceny[4]
- 1992–1995: Gramy[4]
- 1996: Česká Gramy[4]
- 1997: Ceny Hudební akademie
- 1998–2000: Ceny Akademie populární hudby[4]
- 2001–2002: Anděl
- 2003–2007: Anděl Allianz
- 2008–2018: Anděl
- 2019–současnost: Anděl Coca-Cola

## Ročníky

### Výroční československé hudební ceny 1991
- Skupina roku: Lucie
- Zpěvák roku: Pavol Habera
- Zpěvačka roku: Bára Basiková
- Objev roku: Zoo
- Album roku: Lucie – In the Sky
- Skladba roku: Lucie – Černí andělé
- Producent: Július Kinček
- Síň slávy: Karel Gott

### Gramy 1992
- Skupina roku: Shalom
- Zpěvák roku: Petr Muk
- Zpěvačka roku: Lucie Bílá
- Objev roku: Burma Jones
- Album roku: Lucie Bílá – Missariel
- Skladba roku: Lucie Bílá – Láska je láska
- Videoklip roku: Lucie Bílá – Láska je láska (režie Filip Renč)
- Folk & country: Robert Křesťan – Revival
- Jazzová cena: Jiří George Mráz – Catching Up
- Producent: Ondřej Soukup
- Obal: Wanastowi Vjecy – Lži, sex a prachy
- Zvláštní cena: Les Misérables
- Síň slávy: Petr Janda, Olympic

### Gramy 1993
- Skupina roku: Yo Yo Band
- Zpěvák roku: Ivan Hlas
- Zpěvačka roku: Lucie Bílá
- Objev roku: Ilona Csáková
- Album roku: Yo Yo Band – Karviná
- Skladba roku: Yo Yo Band – Rybitví
- Videoklip roku: Wanastowi Vjecy – Nahá (režie Barbora Dlouhá)
- Folk & country: Jan a František Nedvědovi – František
- Jazzová cena: Karel Růžička – Going Home
- Producent: Ondřej Soukup
- Obal: Ondřej Soukup – Hieronymus Bosch (Antonín Malý, Tereza Ryvolová)
- Zvuková nahrávka: David Koller – David Koller (zvukař Milan Cimfe)
- Zvláštní cena: Ivan Hlas – hudba k filmu Šakalí léta
- Síň slávy: Vladimír Mišík

### Gramy 1994
- Skupina roku: Lucie
- Zpěvák roku: Dan Bárta
- Zpěvačka roku: Lucie Bílá
- Objev roku: Buty
- Album roku: Lucie – Černý kočky mokrý žáby
- Skladba roku: Lucie – Amerika
- Videoklip roku: Lucie – Zahrada rajských potěšení (režie Filip Renč)
- Folk & country: Vlasta Redl
- Jazzová cena: Rudolf Dašek
- Producent: Ivan Král
- Obal: Šum svistu – Rytmy z ráje
- Zvuková nahrávka: Lucie – Černý kočky mokrý žáby (zvukař Milan Cimfe)
- Zvláštní cena: Muzikál Jesus Christ Superstar
- Síň slávy – Karel Kryl

### Gramy 1995
- Skupina roku: Buty
- Zpěvák roku: Kamil Střihavka
- Zpěvačka roku: Lucie Bílá
- Objev roku: Alice Springs
- Album roku: Buty – Dřevo
- Skladba roku: Buty – František
- Videoklip roku: Ondřej Havelka – Děkuji, bylo to krásné
- Folk & country: Bratři Ebenové
- Producent: Ivan Král
- Obal: Ivan Král – Nostalgia
- Zvuková nahrávka: No Guitars!
- Síň slávy – Hana Hegerová

### Česká Gramy 1996
- Skupina roku: Žlutý pes
- Zpěvák roku: Janek Ledecký
- Zpěvačka roku: Iva Bittová
- Objev roku: Colorfactory
- Album roku: Jaromír Nohavica – Divné století
- Skladba roku: Lucie Bílá – Jsi můj pán
- Videoklip roku: Lucie Bílá – Ave Maria
- Folk: Bratři Ebenové
- Country: Robert Křesťan
- Pop-rock: Buty
- Taneční hudba: Chaozz
- Lidová a dechová hudba: Šlapeto
- Střední proud: Ilona Csáková
- Alternativní scéna: Iva Bittová
- Jazz: Ondřej Havelka
- Zvuková nahrávka: Dracula
- Síň slávy – Jiří Suchý

### Ceny Hudební akademie 1997
- Skupina roku: Buty
- Zpěvák roku: Daniel Hůlka
- Zpěvačka roku: Lucie Bílá
- Objev roku: Daniel Hůlka
- Album roku: Citová investice
- Skladba roku: Dívám se dívám
- Videoklip roku: Buty – Krtek
- Folk: Jaromír Nohavica
- Country: Robert Křesťan
- Pop-rock: Buty
- Taneční hudba: Liquid Harmony
- Lidová a dechová hudba: Šlapeto
- Střední proud: Lenka Filipová
- Hard & Heavy: Kabát
- Alternativní scéna: Iva Bittová
- Jazz: Jiří Stivín
- Zvuková nahrávka: Dracula Komplet
- Síň slávy – Petr Novák

### Ceny Akademie populární hudby 1998
- Skupina roku: Lucie
- Zpěvák roku: Dan Bárta
- Zpěvačka roku: Lucie Bílá
- Objev roku: Sexy Dancers
- Album roku: Lucie – Větší než malé množství lásky
- Skladba roku: Lucie – Medvídek
- Videoklip roku: Lucie – Medvídek
- Folk: Jaromír Nohavica
- Country: Robert Křesťan
- Pop-rock: Lucie
- Taneční hudba: Sexy Dancers
- Lidová a dechová hudba: Šlapeto
- Záznam hudby: Noc na Karlštejně
- Tvorba pro děti: Hodina zpěvu – Zdeněk Svěrák a Jaroslav Uhlíř
- Síň slávy – Marta Kubišová
- Producent: Ivan Král

### Ceny Akademie populární hudby 1999
- Skupina roku: Buty
- Zpěvák roku: Dan Bárta
- Zpěvačka roku: Anna K.
- Objev roku: –123 min.
- Album roku: Buty – Kapradí
- Skladba roku: Anna K. – Nebe
- Taneční scéna, rap a hip-hop: Ohm Square
- Etnická a alternativní hudba: UniJAZZ
- Jazz a blues: Jan Spálený
- Folk a country: Robert Křesťan a Druhá tráva
- Hard & heavy: Arakain
- Síň slávy – Waldemar Matuška
- Cena hudebních publicistů – Rock for People

### Ceny Akademie populární hudby 2000
- Skupina roku: Monkey Business
- Zpěvák roku: Dan Bárta
- Zpěvačka roku: Lenka Dusilová
- Objev roku: Monkey Business
- Album roku: Dan Bárta – Illustratosphere
- Skladba roku: Buty – Nad stádem koní
- Taneční scéna, rap a hip-hop: Ohm Square
- Etnická a alternativní hudba: Rale
- Jazz a blues: Roman Pokorný
- Folk a country: Karel Plíhal
- Hard & heavy: Silent Stream of Godless Elegy
- Videoklip roku: Dan Bárta – Předpokládám
- Síň slávy – Milan Hlavsa

### 2001
- Skupina roku: Čechomor
- Zpěvák roku: Dan Bárta
- Zpěvačka roku: Helena Vondráčková
- Objev roku: Kryštof
- Album roku: Čechomor – Proměny
- Skladba roku: Čechomor – Proměny
- Videoklip roku: Tata Bojs – Duševní
- Hard & heavy: Endless
- Folk: Zuzana Navarová (Koa)
- Country: Cop
- Trance & dance: Floex
- DJ Mix: DJ Wich
- Alternativní hudba: Tara Fuki
- Lidová hudba: Iva Bittová & Čikori
- Jazz & blues: Night Bank
- Příslib roku: Tara Fuki
- Síň slávy – Helena Vondráčková

### 2002
- Skupina roku: Support Lesbiens
- Zpěvák roku: Dan Bárta
- Zpěvačka roku: Kateřina Winterová
- Objev roku: Black Milk
- Album roku – pop: Support Lesbiens – Tune Da Radio
- Album roku – rock: Tata Bojs – Biorytmy
- Album roku – dance: Ecstasy of Saint Theresa – Slowthinking
- Album roku – jazz & blues: Jan Spálený & ASPM – Má vina
- Album roku – folk & country: Bratři Ebenové – Já na tom dělám
- Skladba roku: Kryštof – Obchodník s deštěm
- Videoklip roku: Tata Bojs – Attention aux hommes!
- Síň slávy – Michal Tučný

### 2003
| - Skupina roku: Kabát - Zpěvák roku: Dan Bárta - Zpěvačka roku: Radůza - Objev roku: Radůza - Album roku pop: Monkey Business – Resistance is futile - Album roku rock: Kabát – Dole v dole - Skladba roku: Chinaski – 1970 - Videoklip roku: J.A.R. – Jsem pohodlný - Nejlepší zvuková nahrávka: Petr Větrovec ml. (za album Dana Bárty – Entropicture) - Nejlepší obal: Aleš Najbrt (za album Jaromíra Nohavici – Babylon) - Promotér roku: Interkoncerts | - Hard & heavy: Endless - Folk & country: Radůza - Jazz & blues: Jaromír Honzák - World Music: Gulo Čar - Dance & Hip-hop: Ecson Waldes - Alternativní scéna: OTK - Síň slávy: Jaromír Nohavica |

### 2004
| - Skupina roku: Tata Bojs - Objev roku: Aneta Langerová - Album roku rock: Tata Bojs – Nanoalbum - Album roku pop: Kryštof – Mikrokosmos - Zpěvačka roku: Aneta Langerová - Zpěvák roku: Dan Bárta - Skladba roku: Dan Bárta – On My Head - Videoklip roku: Tata Bojs – Virtuální duet - Nejlepší zvuková nahrávka: Tata Bojs – Nanoalbum - Nejlepší obal: Anna K. – Noc na zemi - Promotér roku: Interkoncerts - DVD roku: Monkey Business – Lazy Youth Old Beggars - Síň slávy: Zuzana Navarová | - Dance & Hip-hop: Moimir Papalescu & The Nihilists – Analogue Voodoo - Folk & country: Jablkoň – Hovada Boží/Animates Dei - Hard & heavy: Silent Stream of Godless Elegy – Relic Dances - Jazz & blues: David Dorůžka – Hidden Paths - World Music: Traband – Hyjé! - Alternativa: Petr Nikl a Lakomé Barky – Nebojím se smrtihlava |

### 2005
| - Skupina roku: Chinaski - Objev roku: Clou - Album roku pop & dance: Monkey Business – Kiss Me On My Ego - Album roku rock: Lenka Dusilová – Mezi světy - Zpěvačka roku: Lenka Dusilová - Zpěvák roku: Petr Kolář - Skladba roku: Clou – Island Sun - Videoklip roku: Anna K. – Cukr (režie Jakub Kohák) - Nejlepší zvuková nahrávka roku: Monkey Business – Kiss Me On My Ego - Nejlepší obal roku: Iva Bittová – Elida - Událost roku: Colours of Ostrava - Cena prezidenta APH za charitativní počin: Martina Kaderková a Aneta Langerová – Aneta pro Světlušku - DVD roku: Tata Bojs – Nanotour - Síň slávy: Radim Hladík | - Hard & Heavy: Ador Dorath – Symbols - Folk & Country: Jiří Smrž – Poslední láska - Alternativní scéna: Ememvoodoopöka – Dort jak brus - World music: Jiří Plocek a Jitka Šuranská – Písňobraní - Jazz & Blues: Vertigo Quintet – Vertigo Quintet - Hip-hop & R'n'b: Orion – Teritorium II - Hudební web: Kryštof |

### 2006
| - Skupina roku: Kryštof - Objev roku: Gipsy.cz - Album roku pop & dance: Kryštof – Rubikon - Album roku rock: Wohnout – Polib si dědu - Zpěvačka roku: Anna K. - Zpěvák roku: Matěj Ruppert - Skladba roku: Kryštof – Rubikon - DVD roku: Michal Pavlíček – Beatová síň slávy - Událost roku: Colours of Ostrava - Videoklip roku: Visací zámek – Známka punku - Nejlepší zvuková nahrávka: Ecstasy of Saint Theresa –Watching Black - Nejlepší obal roku: Anna K. – Večernice - Síň slávy: Karel Svoboda | - R'n'b & Hip-hop: Pio Squad – Punk is Dead - Folk & Country: Žamboši – To se to hraje - Ska & Reggae: Švihadlo – Oči otevřený - World Music: Tomáš Kočko a Orchestr – Poplór - Jazz & Blues: Ondřej Pivec & Organic Quartet – Don't Get Ideas - Hard & heavy: Forgotten Silence – Kro Ni Ka - Alternativní scéna: Květy – Kocourek a horečka - Web roku: Iva Frühlingová – www.ivaf.cz |

### 2007
| - Skupina roku: Chinaski - Objev roku: Markéta Irglová - Album roku pop & dance: Monkey Business – Objects Of Desire And Other Complications - Album roku rock: Sunshine – Dreamer - Zpěvačka roku: Aneta Langerová - Zpěvák roku: Matěj Ruppert - Skladba roku: Tata Bojs – Pěšáci - DVD roku: Hapka, Horáček – Strážce plamene v obrazech - Událost roku: Rock for People - Videoklip roku: Monkey Business – Kit Bike - Nejlepší zvuková nahrávka: Andrej Lažo (za album Čechomoru – Sváteční) - Nejlepší obal roku: Lela Geislerová, Roman Holý, Pavel Mrázek (za album Monkey Business – Objects Of Desire And Other Complications) - Síň slávy – Karel Černoch | - R'n'b & Hip-hop: LA4 – Panoptikum - Folk & Country: Traband – Přítel člověka - Ska & Reggae: Sto zvířat – Rozptýlení pro pozůstalé - Jazz & Blues: Jaromír Honzák Quartet – A Question To All Your Answers - Hard & heavy: Insania – Rock'n'Freund - Alternativní scéna: Tara Fuki – Auris - Cena prezidenta APH za nejvýznamnější charitativní počin – Tříkrálová sbírka, cenu převzal zakladatel Mons. Jan Graubner |

### 2008
| - Skupina roku: Kryštof – V Opeře - Zpěvák roku: Dan Bárta – Animage - Zpěvačka roku: Lenka Dusilová – Eternal Seekers - Objev roku: Toxique – Toxique - Album roku: Michal Horáček – Ohrožený druh - Skladba roku: Kryštof – Atentát - DVD roku: Blue Effect – Live & Life - Videoklip roku: Bratři Ebenové – Folklóreček - Zahraniční album roku: Coldplay – Viva la Vida or Death and All His Friends - Síň slávy – Katapult | - Album roku Hard & heavy: První hoře – Lamento - Album roku R'n'b & Hip-hop: Vladimir 518 – Gorila vs. Architekt - Album roku World Music: Terne Čhave – More, Love! - Album roku Jazz & Blues: David Dorůžka – Silently Dawning - Album roku Folk & Country: Bratři Ebenové – Chlebíčky - Album roku Alternativní scéna: OTK – Okolo - Album roku Ska & Reggae: Prague Ska Conspiracy – Life On Ropes |

### 2011
| - Skupina roku: Mandrage - Zpěvák roku: Tomáš Klus - Zpěvačka roku: Lenka Dusilová - Objev roku: Goodfellas - Album roku: Tomáš Klus – Racek - Skladba roku: Umakart & Václav Neckář – Půlnoční - Videoklip roku: Umakart & Václav Neckář – Půlnoční - Síň slávy – Václav Neckář | - Album roku Jazz & Blues: Vertigo Metamorphosis - Album roku World Music: Zuzana Lapčíková kvintet – Rozchody, návraty - Album roku Ska & Reggae: Coco Jammin Production – Sklizeň - Album roku Elektronická hudba: Floex – Zorya - Album roku Hip-hop: Prago Union – V barvách - Album roku Folk & Country: Druhá tráva – Marcipán z Toleda - Album roku Hard & heavy: Heiden – Dolores - Album roku Alternativní scéna: Floex – Zorya |

## Laureáti podle kategorií

### Skupina, zpěvák a zpěvačka
| Rok  | Skupina roku     | Zpěvák roku     | Zpěvačka roku        |
| ---- | ---------------- | --------------- | -------------------- |
| 1991 | Lucie            | Pavol Habera    | Bára Basiková        |
| 1992 | Shalom           | Petr Muk        | Lucie Bílá           |
| 1993 | Yo Yo Band       | Ivan Hlas       | Lucie Bílá           |
| 1994 | Lucie            | Dan Bárta       | Lucie Bílá           |
| 1995 | Buty             | Kamil Střihavka | Lucie Bílá           |
| 1996 | Žlutý pes        | Janek Ledecký   | Iva Bittová          |
| 1997 | Buty             | Daniel Hůlka    | Lucie Bílá           |
| 1998 | Lucie            | Dan Bárta       | Lucie Bílá           |
| 1999 | Buty             | Dan Bárta       | Anna K               |
| 2000 | Monkey Business  | Dan Bárta       | Lenka Dusilová       |
| 2001 | Čechomor         | Dan Bárta       | Helena Vondráčková   |
| 2002 | Support Lesbiens | Dan Bárta       | Kateřina Winterová   |
| 2003 | Kabát            | Dan Bárta       | Radůza               |
| 2004 | Tata Bojs        | Dan Bárta       | Aneta Langerová      |
| 2005 | Chinaski         | Petr Kolář      | Lenka Dusilová       |
| 2006 | Kryštof          | Matěj Ruppert   | Anna K               |
| 2007 | Chinaski         | Matěj Ruppert   | Aneta Langerová      |
| 2008 | Kryštof          | Dan Bárta       | Lenka Dusilová       |
| 2009 | Monkey Business  | Tomáš Klus      | Ewa Farna            |
| 2010 | Nightwork        | David Koller    | Lucie Bílá           |
| 2011 | Mandrage         | Tomáš Klus      | Lenka Dusilová       |
| 2012 | Kryštof          | Vojtěch Dyk     | Aneta Langerová      |
| 2013 | Bratři Orffové   | Dan Bárta       | Lenka Dusilová       |
| 2014 | Chinaski         | Michal Hrůza    | Aneta Langerová      |
| 2015 | Kryštof          | David Koller    | Klara.               |
| 2016 | Jelen            | Thom Artway     | Lenny                |
| 2017 | J.A.R.           | David Stypka    | Debbi                |
| 2018 | Monkey Business  | Miro Žbirka     | Barbora Poláková     |
| 2019 | Mirai            | Vladimír Mišík  | Beata Hlavenková     |
| 2020 | Tata Bojs        | 7krát3          | Lenka Dusilová       |
| 2021 | Mirai            | David Stypka    | Ewa Farna            |
| 2022 | Vypsaná Fixa     | Miro Žbirka     | Lenny                |
| 2023 | J.A.R.           | David Koller    | Pam Rabbit           |
| 2024 | Monkey Business  | Vladimír Mišík  | Kateřina Marie Tichá |

### Síň slávy, objev roku
| Rok  | Síň slávy                     | Objev roku           |
| ---- | ----------------------------- | -------------------- |
| 1991 | Karel Gott                    | ZOO                  |
| 1992 | Olympic – Petr Janda          | Burma Jones          |
| 1993 | Vladimír Mišík                | Ilona Csáková        |
| 1994 | Karel Kryl (in memoriam)      | Buty                 |
| 1995 | Hana Hegerová                 | Alice Springs        |
| 1996 | Jiří Suchý                    | Colorfactory         |
| 1997 | Petr Novák (in memoriam)      | Daniel Hůlka         |
| 1998 | Marta Kubišová                | Sexy Dancers         |
| 1999 | Waldemar Matuška              | -123 min.            |
| 2000 | Milan Hlavsa (in memoriam)    | Monkey Business      |
| 2001 | Helena Vondráčková            | Kryštof              |
| 2002 | Michal Tučný (in memoriam)    | Black Milk           |
| 2003 | Jaromír Nohavica              | Radůza               |
| 2004 | Zuzana Navarová (in memoriam) | Aneta Langerová      |
| 2005 | Radim Hladík                  | Clou                 |
| 2006 | Karel Svoboda (in memoriam)   | Gipsy.cz             |
| 2007 | Karel Černoch (in memoriam)   | Markéta Irglová      |
| 2008 | Katapult                      | Toxique              |
| 2009 | Marie Rottrová                | Charlie Straight     |
| 2010 | Petr Muk (in memoriam)        | Republic of Two      |
| 2011 | Václav Neckář                 | Goodfellas           |
| 2012 | Pavel Bobek                   | Zrní                 |
| 2013 | Petr Hapka                    | Lenny                |
| 2014 | Hana Zagorová                 | Jelen                |
| 2015 | Michal Pavlíček               | Barbora Poláková     |
| 2016 | Věra Špinarová (in memoriam)  | Thom Artway          |
| 2017 | Vladimír Merta                | Mirai                |
| 2018 | Michal Prokop                 | The Atavists         |
| 2019 | Jiří Černý                    | Zvíře jménem Podzim  |
| 2020 | Robert Křesťan                | Kateřina Marie Tichá |
| 2021 | Jaroslav Uhlíř                | Annabelle            |
| 2022 | Zdeněk Svěrák                 | Calin                |
| 2023 | Jiří Korn                     | Tereza Balonová      |
| 2024 | Ivan Mládek                   | Kvietah              |

### Skladba a videoklip roku
| Rok  | Skladba roku                               | Videoklip roku                          |
| ---- | ------------------------------------------ | --------------------------------------- |
| 1991 | Černí andělé (Lucie)                       |                                         |
| 1992 | Láska je láska (Lucie Bílá)                | Láska je láska (Lucie Bílá)             |
| 1993 | Rybitví (Yo Yo Band)                       | Nahá (Wanastowi Vjecy)                  |
| 1994 | Amerika (Lucie)                            | Zahrada rajských potěšení (Lucie Bílá)  |
| 1995 | František (Buty)                           | Děkuji, bylo to krásné (Ondřej Havelka) |
| 1996 | Jsi můj pán (Lucie Bílá)                   | Ave Maria (Lucie Bílá)                  |
| 1997 | Dívám se dívám (Petr Hapka a Lucie Bílá)   | Krtek (Buty)                            |
| 1998 | Medvídek (Lucie)                           | Medvídek (Lucie)                        |
| 1999 | Nebe (Anna K)                              |                                         |
| 2000 | Nad stádem koní (Buty)                     | Předpokládám (Dan Bárta)                |
| 2001 | Proměny (Čechomor)                         | Duševní (Tata Bojs)                     |
| 2002 | Obchodník s deštěm (Kryštof)               | Attention aux hommes! (Tata Bojs)       |
| 2003 | 1970 (Chinaski)                            | Jsem pohodlný (J.A.R.)                  |
| 2004 | On My Head (Dan Bárta)                     | Virtuální duet (Tata Bojs)              |
| 2005 | Island Sun (Clou)                          | Cukr (Anna K)                           |
| 2006 | Rubikon (Kryštof)                          | Známka punku (Visací zámek)             |
| 2007 | Pěšáci (Tata Bojs)                         | Kit Bike (Monkey Business)              |
| 2008 | Atentát (Kryštof)                          | Folklóreček (Bratři Ebenové)            |
| 2009 | V bezvětří (Aneta Langerová)               | Platonic Johny (Charlie Straight)       |
| 2010 | Touch the Sun (Debbi)                      | Tepláky (Nightwork)                     |
| 2011 | Půlnoční (Václav Neckář a Umakart)         | Půlnoční (Neckář a Umakart)             |
| 2012 | Coco (Charlie Straight)                    | Falling (Boris Carloff)                 |
| 2013 | Cesta (Kryštof a Tomáš Klus)               | Up to Speed Now (Monkey Business)       |
| 2014 | Tráva (Aneta Langerová)                    | Tráva (Aneta Langerová)                 |
| 2015 | Nafrněná (Barbora Poláková)                | Tragédie u nás na vsi (Aneta Langerová) |
| 2016 | Hell.o (Lenny)                             | Hell.o (Lenny)                          |
| 2017 | Zhublas (J.A.R.)                           | Po válce (Barbora Poláková)             |
| 2018 | Nejlepší, kterou znám (Lucie)              | 2 ‐ 8 – 5 (Barbora Poláková)            |
| 2019 | Jednou (Vladimír Mišík)                    | Jednou (Vladimír Mišík)                 |
| 2020 | Vlákna (Lenka Dusilová)                    | Piš mi básně (Bert & Friends)           |
| 2021 | Farmářům (David Stypka a Bandjeez)         | Bylo nebylo (Annet X)                   |
| 2022 | Nejsi sám (Miro Žbirka feat. David Žbirka) | Yr Body (Lazer Viking)                  |
| 2023 | Údolí včel (Anna K)                        | Traps In My Feed (dné)                  |
| 2024 | Space (Pam Rabbit)                         | ICU BBY (Lazer Viking)                  |

### Album roku
| Rok  | Album roku                                       | Rock                                     | Pop                                                         | Dance                                                       | Hip-hop & rap                                      | R'n'b                               | Folk & country                           | Jazz & blues                                            | Hard & heavy                                  | Punk & hard core                   | Alternativa                                      | Elektronická hudba                             | World music                                  | Ska & reggae                          | Slovenské album                      | Společný projekt                      |
| ---- | ------------------------------------------------ | ---------------------------------------- | ----------------------------------------------------------- | ----------------------------------------------------------- | -------------------------------------------------- | ----------------------------------- | ---------------------------------------- | ------------------------------------------------------- | --------------------------------------------- | ---------------------------------- | ------------------------------------------------ | ---------------------------------------------- | -------------------------------------------- | ------------------------------------- | ------------------------------------ | ------------------------------------- |
| 1991 | In the Sky (Lucie)                               |                                          |                                                             |                                                             |                                                    |                                     |                                          |                                                         |                                               |                                    |                                                  |                                                |                                              |                                       |                                      |                                       |
| 1992 | Missariel (Lucie Bílá)                           |                                          |                                                             |                                                             |                                                    |                                     | Revival (Robert Křesťan)                 | Catching Up (Jiří George Mráz)                          |                                               |                                    |                                                  |                                                |                                              |                                       |                                      |                                       |
| 1993 | Karviná (Yo Yo Band)                             |                                          |                                                             |                                                             |                                                    |                                     | František (Jan a František Nedvědovi)    | Going Home (Karel Růžička)                              |                                               |                                    |                                                  |                                                |                                              |                                       |                                      |                                       |
| 1994 | Černý kočky mokrý žáby (Lucie)                   |                                          |                                                             |                                                             |                                                    |                                     |                                          |                                                         |                                               |                                    |                                                  |                                                |                                              |                                       |                                      |                                       |
| 1995 | Dřevo (Buty)                                     |                                          |                                                             |                                                             |                                                    |                                     |                                          |                                                         |                                               |                                    |                                                  |                                                |                                              |                                       |                                      |                                       |
| 1996 | Divné století (Jaromír Nohavica)                 |                                          |                                                             |                                                             |                                                    |                                     |                                          |                                                         |                                               |                                    |                                                  |                                                |                                              |                                       |                                      |                                       |
| 1997 | Citová investice (Různí interpreti)              |                                          |                                                             |                                                             |                                                    |                                     |                                          |                                                         |                                               |                                    |                                                  |                                                |                                              |                                       |                                      |                                       |
| 1998 | Větší než malé množství lásky (Lucie)            |                                          |                                                             |                                                             |                                                    |                                     |                                          |                                                         |                                               |                                    |                                                  |                                                |                                              |                                       |                                      |                                       |
| 1999 | Kapradí (Buty)                                   |                                          |                                                             |                                                             |                                                    |                                     |                                          |                                                         |                                               |                                    |                                                  |                                                |                                              |                                       |                                      |                                       |
| 2000 | Illustratosphere (Dan Bárta)                     |                                          |                                                             |                                                             |                                                    |                                     |                                          |                                                         |                                               |                                    |                                                  |                                                |                                              |                                       |                                      |                                       |
| 2001 | Proměny (Čechomor)                               |                                          |                                                             |                                                             |                                                    |                                     |                                          |                                                         |                                               |                                    |                                                  |                                                |                                              |                                       |                                      |                                       |
| 2002 |                                                  | Biorytmy (Tata Bojs)                     | Tune da Radio (Support Lesbiens)                            | Slowthinking (Ecstasy of St. Theresa)                       |                                                    |                                     | Já na tom dělám (Bratři Ebenové)         | Má vina (Jan Spálený a ASPM)                            |                                               |                                    |                                                  |                                                |                                              |                                       |                                      |                                       |
| 2003 |                                                  | Dole v dole (Kabát)                      | Resistance Is Futile (Monkey Business)                      |                                                             |                                                    |                                     |                                          |                                                         |                                               |                                    |                                                  |                                                |                                              |                                       |                                      |                                       |
| 2004 |                                                  |                                          | Mikrokosmos (Kryštof)                                       | Analogue Voodoo (Moimir Papalescu & The Nihilists)          | Analogue Voodoo (Moimir Papalescu & The Nihilists) |                                     | Hovada Boží / Animates Dei (Jablkoň)     | Hidden Paths (David Dorůžka)                            | Relic Dances (Silent Stream of Godless Elegy) |                                    | Nebojím se smrtihlava (Petr Nikl a Lakomé Barky) |                                                | Hyjé! (Traband)                              |                                       |                                      |                                       |
| 2005 |                                                  |                                          | Kiss Me on My Ego (Monkey Business)                         | Kiss Me on My Ego (Monkey Business)                         | Teritorium II (Orion)                              | Teritorium II (Orion)               | Poslední láska (Jiří Smrž)               | Vertigo Quintet (Vertigo Quintet)                       | Symbols (Ador Dorath)                         |                                    | Dort jak brus (Amemvoodoopöka)                   |                                                | Písňobraní (Plocek & Šuranská)               |                                       |                                      |                                       |
| 2006 |                                                  |                                          | Rubikon (Kryštof)                                           | Rubikon (Kryštof)                                           | Punk is Dead (Pio Squad)                           | Punk is Dead (Pio Squad)            | To se to hraje (Žamboši)                 | Don't Get Ideas (Ondřej Pivec & Organic Quartet)        | Kro Ni Ka (Forgotten Silence)                 |                                    | Kocourek a horečka (Květy)                       |                                                | Poplór (Tomáš Kočko a Orchestr)              | Oči otevřený (Švihadlo)               |                                      |                                       |
| 2007 |                                                  |                                          | Objects of Desire and Other Complications (Monkey Business) | Objects of Desire and Other Complications (Monkey Business) | Panoptikum (LA4)                                   | Panoptikum (LA4)                    | Přítel člověka (Traband)                 | A Question to All Your Answers (Jaromír Honzák Quartet) | Rock'n'Freund (Insania)                       |                                    | Auris (Tara Fuki)                                |                                                |                                              | Rozptýlení pro pozůstalé (Sto zvířat) |                                      |                                       |
| 2008 | Ohrožený druh (Michal Horáček)                   |                                          |                                                             |                                                             | Gorila vs. Architekt (Vladimir 518)                | Gorila vs. Architekt (Vladimir 518) | Chlebíčky (Bratři Ebenové)               | Silently Dawning (David Dorůžka)                        | Lamento (První Hoře)                          |                                    | Okolo (OTK)                                      |                                                | More, Love! (Terne Čhave)                    | Life on Ropes (Prague Ska Conspiracy) |                                      |                                       |
| 2009 | She's a Good Swimmer (Charlie Straight)          |                                          |                                                             |                                                             | Horizonty (BPM)                                    | Horizonty (BPM)                     | Přituhuje (Žamboši)                      | Little Things (Jaromír Honzák Quintet)                  | Garden of Wishes (Negative Face)              |                                    | Myjau (Květy)                                    | Mythematica ( Mythematica)                     | Tapas (BraAgas)                              | Rude Jazz (Green Smatroll)            |                                      |                                       |
| 2010 | Tepláky aneb Kroky Františka Soukupa (Nightwork) |                                          |                                                             |                                                             | Dezorient express (Prago Union)                    | Dezorient express (Prago Union)     | Domasa (Traband)                         | It's About Time (Najponk, Pivec, Hutchinson )           | Earthshaker (Malignant Tumour)                |                                    | Hu (Dva)                                         | Vzduchoplavec (Kubatko)                        | Bezobav (BezoBratři)                         | Safar-I (Pub Animals)                 |                                      |                                       |
| 2011 | Racek (Tomáš Klus)                               |                                          |                                                             |                                                             | V barvách (Prago Union)                            |                                     | Marcipán z Toleda (Druhá tráva)          | Metamorphosis (Vertigo)                                 | Dolores (Heiden)                              |                                    | Zorya (Floex)                                    | Zorya (Floex)                                  | Rozchody, návraty (Zuzana Lapčíková kvintet) | Sklizeň (Coco Jammin Production )     |                                      |                                       |
| 2012 | Inzerát (Kryštof)                                |                                          |                                                             |                                                             | Bauch Money Mixtape (Hugo Toxxx)                   | Bauch Money Mixtape (Hugo Toxxx)    | Vzduchoprázdniny (Karel Plíhal)          | Light Year (Inner Spaces feat. David Dorůžka)           | Vracejte konve na místo (Master's Hammer)     | Found & Lost (Pipes and Pints)     | A Forest Affair (Please the Trees)               | The Escapist (Boris Carloff)                   | Cestou na jih (Tomáš Kočko a Orchestr)       | Offbeat Rhapsody (MikkiM)             |                                      |                                       |
| 2013 | Šero (Bratři Orffové)                            |                                          |                                                             |                                                             | Idiot (Vladimir 518)                               |                                     | Kořeny (Jiří Smrž)                       | Theodoros (Beata Hlavenková)                            | Zapal dům poraž strom... (Insania)            | Zapal dům poraž strom... (Insania) | Radio (Kittchen)                                 | Seat (Vložte kočku)                            | Nezachoď slunečko (Jitka Šuranská)           | Man vs Wild (Ting)                    |                                      |                                       |
| 2014 | Na Radosti (Aneta Langerová)                     |                                          |                                                             |                                                             | P's a Love (Smack)                                 |                                     | Čas holin (Bratři Ebenové)               | Uncertainty (Jaromír Honzák)                            | Past na Davida Kleinera (Asmodeus)            | Silou kovadliny (Hanba)            | Live from the Room (Kalle)                       | Expo Nova (Subject Lost)                       | Yallah! (BraAgas)                            | Zázraky (Cocoman & Solid Vibez)       |                                      |                                       |
| 2015 | ČeskosLOVEnsko (David Koller)                    | K.I.D. (Support Lesbiens)                | K.I.D. (Support Lesbiens)                                   |                                                             | Sick (Smack)                                       |                                     | Kotlina (Epydemye)                       | Prague Six (Concept Art Orchestra)                      | Denouncing the Holy Throne (Heaving Earth)    | Interval jistot (Dezinfekce )      | Miláček slunce (Květy)                           | Dataloss (HRTL)                                | Postfolklor (Ponk)                           | Urban Robot (Urban Robot)             |                                      |                                       |
| 2016 | Hearts (Lenny)                                   | Hearts (Lenny)                           | Hearts (Lenny)                                              |                                                             | Stromy v bouři (Pio Squad)                         |                                     | Holobyt (Martina Trchová & Trio)         | Autumn Tales (David Dorůžka )                           | Formulae (Master’s Hammer)                    | Fragmenty vášní (Ucházím)          | Vlakem (Martin Evžen Kyšperský)                  | These Semi Feelings, They Are Everything (dné) | Mateřština (Jiří Slavík)                     | Trigger Warning (The Chancers)        |                                      |                                       |
| 2017 | Eskalace dobra (J.A.R.)                          |                                          |                                                             |                                                             |                                                    |                                     | Beránci a vlci (Beránci a vlci)          | Early Music (Jaromír Honzák)                            |                                               |                                    | Saffron Hills (Kalle)                            | Kingdom Come (Fiordmoss)                       |                                              |                                       |                                      |                                       |
| 2018 | EvoLucie (Lucie)                                 | Lo-Fi Life (The Atavists)                |                                                             |                                                             | Akta X (Ty Nikdy)                                  |                                     | Louvre (Žamboši)                         | Iluzja (Dorota Barová)                                  |                                               |                                    | A Portrait of John Doe (Floex & Tom Hodge)       | A Portrait of John Doe (Floex & Tom Hodge)     |                                              |                                       |                                      |                                       |
| 2019 | Jednou tě potkám (Vladimír Mišík)                | Jednou tě potkám (Vladimír Mišík)        |                                                             |                                                             | 1000 (Hugo Toxxx)                                  |                                     | Jednou tě potkám (Vladimír Mišík)        | Daleko (Vertigo)                                        |                                               |                                    | Září (Zvíře jménem podzim)                       | Září (Zvíře jménem podzim)                     |                                              |                                       | Auróra (Nocadeň)                     |                                       |
| 2020 | Řeka (Lenka Dusilová)                            | Honzíkova cesta (Kurtizány z 25. Avenue) |                                                             |                                                             | Prozyum (Yzomandias )                              |                                     | Díl první (Robert Křesťan & Druhá tráva) | Hope (Tomáš Liška & Invisible World)                    |                                               |                                    | Dye My Hair (Amelie Siba)                        | Dye My Hair (Amelie Siba)                      |                                              |                                       | Pohybliví v nehybnom (Le Payaco)     |                                       |
| 2021 | Dýchej (David Stypka a Bandjeez)                 | Mokvání v okovech (Sněť)                 |                                                             |                                                             | Chimera Pt. 3: Snake (Smack)                       |                                     | Noční obraz (Vladimír Mišík)             | Prometheus (Nikol Bóková)                               |                                               |                                    | Love Cowboys (Amelie Siba)                       | Love Cowboys (Amelie Siba)                     |                                              |                                       | Blossoms of Your World (Lash & Grey) |                                       |
| 2022 | Posledné veci (Miro Žbirka)                      | Grrrotesky (Insania)                     |                                                             |                                                             | City Park (58G)                                    |                                     |                                          | Štěstí (Štěpánka Balcarová)                             |                                               |                                    | Under the Black Moss (Kalle)                     | Under the Black Moss (Kalle)                   |                                              |                                       | Posledné veci (Miro Žbirka)          |                                       |
| 2023 | Jezus Kristus Neexistus? (J.A.R.)                | Spiritual Exodus (Exorcizphobia)         |                                                             |                                                             | O tatínkovi, který usnul (MC Gey)                  |                                     | Laila tov (Marie Puttnerová)             | Gilgul (David Dorůžka, Robert Fischmann, Martin Novák)  |                                               |                                    | Pozdravy z polepšovny (Anna Vaverková)           | Pozdravy z polepšovny (Anna Vaverková)         |                                              |                                       | Kde je tu láska? (Hex)               | Calin & Viktor Sheen, Roadtrip        |
| 2024 | Vteřiny, měsíce a roky (Vladimír Mišík)          | Poisoned Mind (Acid Row)                 |                                                             |                                                             | Impostor syndrom (Viktor Sheen)                    |                                     | Mordyjé (Mirek Kemel)                    | Our Stories (Alf Carlsson, Jiří Kotača Quartet)         |                                               |                                    | Four Hands (Irena & Vojtěch Havlovi)             | Four Hands (Irena & Vojtěch Havlovi)           |                                              |                                       | Pre Všetko Okolo Nás (Para)          | Ewa Farna & Annet X, To je moje holka |

## Rekordmani
Mnohonásobní vítězové v soutěžních kategoriích
| Interpret                                                                    | Celkem | Kategorie                                                                            |
| ---------------------------------------------------------------------------- | ------ | ------------------------------------------------------------------------------------ |
| Lucie Bílá                                                                   | 14     | 7× zpěvačka, 3× skladba, 3× videoklip, 1× album                                      |
| Dan Bárta                                                                    | 13     | 10× zpěvák, 1× skladba, 1× album, 1× videoklip                                       |
| Kryštof                                                                      | 13     | 4× skladba, 4× skupina, 1× album, 1× album pop, 1× album pop/dance, 1× objev, 1× web |
| Buty                                                                         | 11     | 3× skupina, 2× skladba, 2× album, 2× pop-rock, 1× videoklip, 1× objev                |
| Lucie                                                                        | 11     | 3× skupina, 3× skladba, 3× album, 1× videoklip, 1× pop-rock                          |
| Aneta Langerová                                                              | 10     | 4× zpěvačka, 2× skladba, 1× objev, 1× album, 2× videoklip                            |
| Monkey Business                                                              | 9      | 3× album pop, 2× skupina, 2× videoklip, 1× DVD, 1× objev                             |
| Tata Bojs                                                                    | 8      | 3× videoklip, 2× album rock, 1× skupina, 1× skladba, 1× DVD                          |
| Lenka Dusilová                                                               | 6      | 5× zpěvačka, 1× album rock                                                           |
| Bratři Ebenové                                                               | 6      | 3× folk & country, 1× album folk & country, 1× videoklip, 1× folk                    |
| Robert Křesťan                                                               | 6      | 3× country, 3× folk & country                                                        |
| Vladimír Mišík                                                               | 6      | 1× zpěvák, 1× album, 1× skladba, 1× videoklip, 1× folk, 1× rock                      |
| Jaromír Honzák                                                               | 5      | 5× jazz & blues                                                                      |
| Iva Bittová                                                                  | 4      | 2× alternativní scéna, 1× zpěvačka, 1× lidová a etnická hudba                        |
| Anna K                                                                       | 4      | 2× zpěvačka, 1× skladba, 1× videoklip                                                |
| Chinaski                                                                     | 4      | 3× skupina, 1× skladba                                                               |
| Tomáš Klus                                                                   | 4      | 2× zpěvák, 1× skladba, 1× album                                                      |
| Jaromír Nohavica                                                             | 3      | 2× folk, 1× album                                                                    |
| Support Lesbiens                                                             | 3      | 1× skupina, 1× album pop, 1× rock & pop                                              |
| Insania                                                                      | 3      | 2× hard & heavy, 1× punk & hard core                                                 |
| David Koller                                                                 | 3      | 2× zpěvák, 1× album                                                                  |
| Květy                                                                        | 3      | 2× alternativní hudba, 1× alternativní scéna                                         |
| Šlapeto                                                                      | 3      | 3× lidová a dechová hudba                                                            |
| Ewa Farna                                                                    | 3      | 2× zpěvačka, 1× společný projekt                                                     |
| Ceny pocty, speciální a nebo mimořádné nejsou předmětem soutěžních nominací. |        |                                                                                      |

Mnohonásobní vítězové v nesoutěžních kategoriích
- Síň slávy – cena pocty
- Deska roku – cena IFPI za nejprodávanější tituly
- Cena prezidenta APH – speciální cena za charitativní počiny
- Hudební osobnost – TV anketa dle hlasování diváků (partner Sazka)
- Anděl (pěta)dvacetiletí – mimořádná cena k 20., příp. 25. výročí ceremoniálu

| Interpret        | Celkem | Kategorie                                                                                            |
| ---------------- | ------ | --- |
| Karel Gott       | 5      | 1x síň slávy, 1x interpret dvacetiletá, 1x nejprodávanější deska, 1x hudební osobnost, 1x deska roku |
| Jaromír Nohavica | 4      | 2× nejprodávanější deska, 1× zpěvák dvacetiletí, 1× síň slávy                                        |
| Lucie            | 4      | 1× interpret dvacetiletí, 1× skupina dvacetiletí, 1× album dvacetiletí, 1× skupina pětadvacetiletí   |
| Tomáš Klus       | 2      | 2× nejprodávanější deska                                                                             |
| Aneta Langerová  | 2      | 1× cena prezidenta APH za charitativní počin, 1× hudební osobnost                                    |
| Lucie Bílá       | 2      | 1× zpěvačka dvacetiletí, 1× zpěvačka pětadvacetiletí                                                 |

Mnohonásobní vítězové dle kategorií
| Kategorie | Počet cen | Interpret                       |
| --------- | --------- | ------------------------------- |
| Zpěvák    | 10        | Dan Bárta                       |
| Zpěvačka  | 7         | Lucie Bílá                      |
| Skladba   | 4         | Kryštof                         |
| Skupina   | 4         | Kryštof                         |
| Album     | 3         | Kryštof, Lucie, Monkey Business |
| Videoklip | 3         | Lucie Bílá, Tata Bojs           |